# Alena Fürnberg
Alena Jana Fürnberg (* 14. Oktober 1947 in Prag) ist eine deutsche Sprechwissenschaftlerin und Sprecherzieherin.

## Leben
Alena Fürnberg ist die Tochter des Dichters Louis Fürnberg und seiner Frau Lotte Fürnberg. Ihre Eltern waren deutschsprachige Juden und Kommunisten aus der Tschechoslowakei. Die Familie zog 1954 in die DDR, wo Fürnberg in Weimar die Schule besuchte. Sie absolvierte ein Schauspielstudium an der Theaterhochschule Leipzig und wurde an den Städtischen Bühnen Quedlinburg engagiert. Anschließend studierte sie Sprechwissenschaft und Germanistik an der Martin-Luther-Universität Halle-Wittenberg. Ab 1976 war sie als Assistentin und Lehrerin im Hochschuldienst am Institut für Sprechwissenschaft und Germanistik der Universität Halle tätig.
1983 wechselte sie als Dozentin für Sprechen an die Hochschule für Musik Franz Liszt Weimar. Von 1990 bis 2004 hatte sie einen Lehrauftrag für Sprechen am Studio Weimar (Deutsches Nationaltheater) der Hochschule für Musik und Theater „Felix Mendelssohn Bartholdy“ Leipzig. 2004 wurde sie zur Professorin an der Leipziger Musik- und Theaterhochschule ernannt, wo sie bis 2014 das Fach Sprechen am Schauspielinstitut „Hans Otto“ leitete. Im Sommersemester 2014 hatte Fürnberg eine Gastprofessur für Sprechen am Schauspielinstitut der Anton Bruckner Privatuniversität in Linz inne. Im Studienjahr 2016/17 lehrte sie Sprecherziehung am Thomas-Bernhard-Institut der Universität Mozarteum Salzburg.

## Veröffentlichungen
- Ulrich Kaufmann / Harald Heydrich (Hrsg.) unter Mitarbeit von Michael und Alena Fürnberg: Hier ist ein Dichter, hört nur!  Louis Fürnberg – Texte zu Leben und Werk, Quartus-Verlag 2021, ISBN 978-3-947646-33-3